# Ill Bill Is the Future
Albums de Ill Bill
Street Villains Vol. 1
(2003)
Ill Bill Is the Future est une mixtape d'Ill Bill, sortie le 3 février 2003. 

## Liste des titres
| No  | Titre                                                             | Contient un (des) sample(s) de | Durée |
| --- | ----------------------------------------------------------------- | --- | ----- |
| 1.  | Intro                                                             | | 1:19  |
| 2.  | Cult Leader                                                       | | 3:27  |
| 3.  | Simian Drugs (featuring El-P)                                     | Power Surge de Frank McDonald et Chris Rae Just Rhymin' With Biz de Big Daddy Kane featuring Biz Markie D-Sturbed Words des Arsonists | 3:29  |
| 4.  | Circle of Tyrants (featuring Carnage, Goretex, Mr. Hyde et Necro) | Acid, the Story of LSD du Circle of Tyrants                                                                                           | 4:03  |
| 5.  | Green Lantern Freestyle                                           | | 2:15  |
| 6.  | You're Dead (featuring Necro)                                     | | 2:16  |
| 7.  | PF Cuttin' Freestyle 1                                            | | 1:23  |
| 8.  | The Name's Bill                                                   | My Mother de Buddy Guy | 3:08  |
| 9.  | Yae Yo (featuring the Beatnuts et Problemz)                       | Stop in the Name of Love de Margie Joseph Rush Rush de Debbie Harry                                                                   | 3:25  |
| 10. | Gangsta Rap                                                       | | 2:13  |
| 11. | Blowout Freestyle                                                 | | 2:13  |
| 12. | Mass Joint Freestyle                                              | | 1:43  |
| 13. | How to Kill a Cop                                                 | | 2:58  |
| 14. | PF Cuttin' Freestyle II                                           | | 1:00  |
| 15. | Who's the Best?                                                   | | 3:11  |
| 16. | Indy 5000 Freestyle                                               | | 1:05  |
| 17. | Let's Go (featuring Troy Dunnit)                                  | | 3:37  |
| 18. | Ready for War Freestyle                                           | | 1:47  |
| 19. | License to Ill                                                    | Oooh. de De La Soul featuring Redman                                                                                                  | 3:23  |
| 20. | The Most Sadistic (featuring Necro)                               | | 2:43  |